# ヶ
，是日語中的符號。本是片假名「ケ」的小寫形式，主要用來代替量詞或連體動詞「（ga）」（有時發音為「（ka）」）。源自漢字，是和的簡寫形式。有時在表示同樣的含義時亦使用「ケ」、「ヵ」或「ガ」。

## 用法
- 、之意，讀作「（ka）」。

如：（六個月）、（三個）
- 使用於地名，為的替代用法，讀作「（ga）」，意為「～的～」，轉寫通常略過不譯。

如：	（關原町）、（茅崎市）